# بایبول
بایبول (به لاتین: Baybul) یک منطقهٔ مسکونی در افغانستان است که در ولایت بلخ واقع شده‌است.